# Молоченово
Молоченово (рос. Молоченево) — присілок Гагарінського району Смоленської області Росії. Входить до складу Покровського сільського поселення.
Населення — 75 осіб. 